# Frank Silva
Frank Silva, född 31 oktober 1950 i Sacramento, Kalifornien, död 13 september 1995 i Seattle i Washington, var en amerikansk kulissarbetare och sedermera skådespelare.
Silva utbildades i ljusteknik på San Francisco State University. Han är mest känd för att ha spelat demonen Bob i TV-serien Twin Peaks. Silva avled i AIDS vid 44 års ålder.

## Filmografi (urval)
- 1990–1991 – Twin Peaks (TV-serie)
- 1992 – Twin Peaks - Fire Walk with Me